# Barceloneta (Puerto Rico)
Barceloneta és un municipi de Puerto Rico, fundat el 1881 pel català Bonós Llensa i Feliu, també conegut amb els noms de la ciudad industrial i el pueblo de Sixto Escobar. El municipi està dividit en 4 barris: Barceloneta Pueblo, Palmas Altas, Garrochales i Florida Afuera.

## Situació
El municipi de Barceloneta es troba a la costa nord-central de l'illa, a uns 60 km a l'oest de la capital San Juan. Limita pel nord amb l'oceà atlàntic, per l'oest amb Arecibo, per l'est amb Manatí i pel sud amb Florida. Té una superfície de 48,5 km² i la seva població supera els 24.816 habitants (cens 2010). Té un relleu predominantment pla i amb pantans a prop de la costa.

## Economia
Tradicionalment, la zona havia estat usada per la plantació i tractament de la canya de sucre, sobretot, però també de cafè i d'altres fruites. Quan a la segona meitat del segle xix s'hi va establir l'empresa de Bonós Llensa, de transport marítim cap a Barcelona i Nova York, es van anar creant empreses de comerç i magatzems. La decadència del sucre es va completar el 1963 quan va tancar el principal molí que donava feina a la majoria dels habitants del municipi. A partir de llavors va reeixir la plantació d'ananàs i, els anys 70, es va produir una reindustrialització a partir de l'assentament d'empreses de la indústria farmacèutica. Actualment, Barceloneta acull el complex farmacèutic més gran del món, amb 14 indústries del ram concentrades en el seu terme. Part important de l'èxit de la implantació d'aquesta mena de factories rau en la puresa de les aigües subterrànies de l'indret, que permeten el seu ús sanitàri sense gairebé cap tractament.

## Història
A mitjans del segle xix, va començar a establir-se població en aquesta zona, que formava pert del municipi de Manatí, molta d'ella procedent de la immigració catalana a l'illa. L'emprenedor Bonós Llensa i Feliu, fill de Blanes, hi va instaurar un pròsper negoci de comerç i transport de mercaderies i passatgers amb connexió per vaixell amb Barcelona i Nova York. Això va contribuir al desenvolupament d'altres activitats associades com els molins de processament de sucre o els magatzems. La nova comunitat va creure necessari comptar amb l'autonomia suficient per a millorar les infraestructures i el seu propi progrés. De tal manera que fou sol·licitada la creació d'un nou municipi, que esdevingué realitat l'1 de juliol de 1881, amb Bonós Llensa com a primer alcalde.
La qüestió de l'origen del nom Barceloneta presenta una petita controvèrsia. No hi ha dubte que vol homenatjar la ciutat de Barcelona amb la que estava comunicada directament pels vaixells de Llensa però hi ha qui diu que rep el nom del popular barri de la Barceloneta de la ciutat comtal i, en canvi, hi ha una teoria que sosté que la primera intenció fou posar-li el nom de Barcelona. Però, com sigui que el governador de Puerto Rico en aquells moments era el barceloní Eulogi Despujol i Dusay, aquest va pensar que seria mal interpretat com un autohomenatge si aprovés el nom de la seva pròpia ciutat natal per a un nou establiment i s'optà per una solució de compromís.